# Barry Altschul

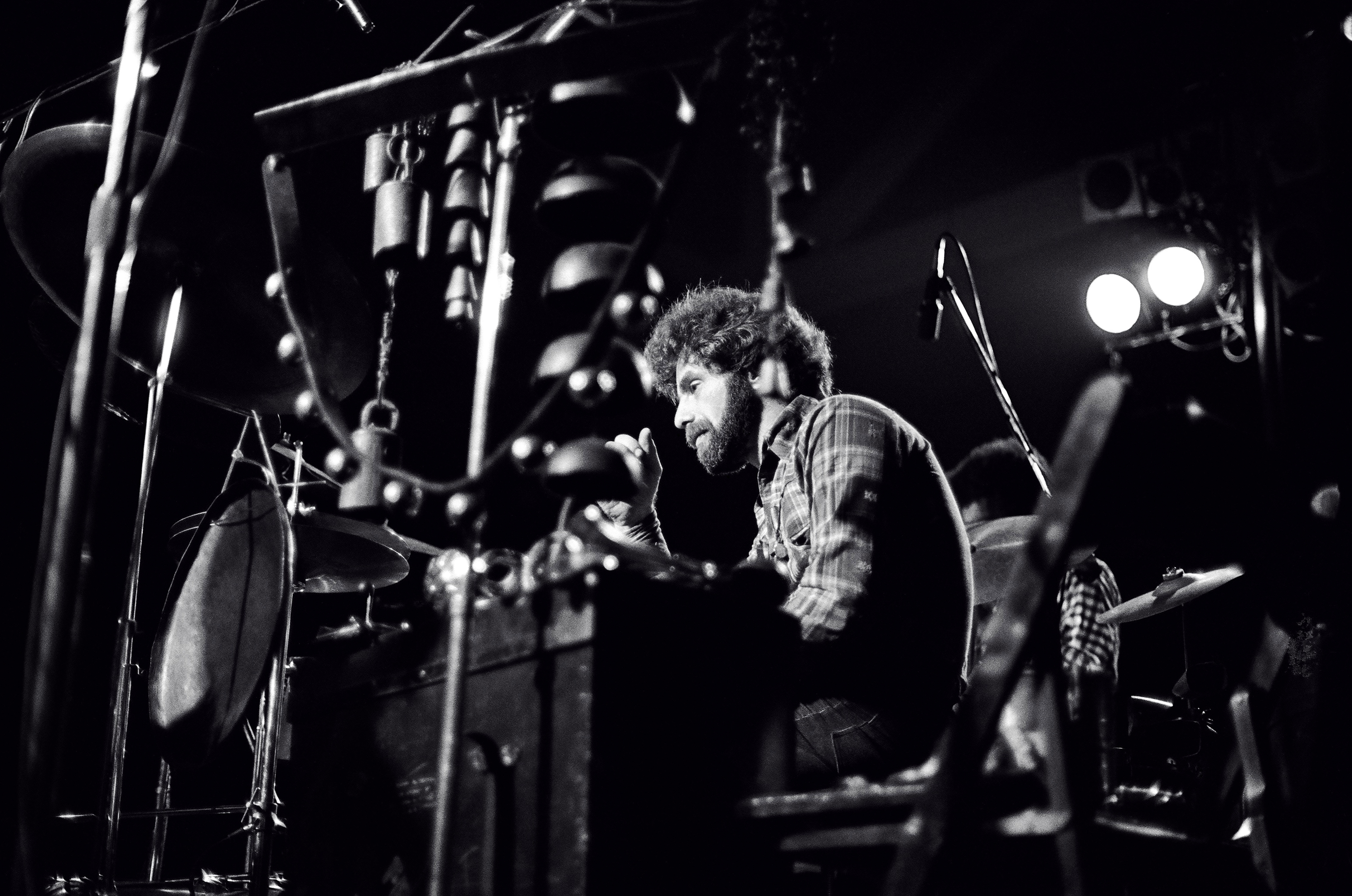
Barry Altschul im Jahr 1976

Barry Altschul (* 6. Januar 1943 in der Bronx in New York City) ist ein US-amerikanischer Jazz-Schlagzeuger.

## Leben und Wirken
Altschul, der bereits als Kleinkind Klavier und elfjährig Schlagzeugspiel lernte, war ab 1960 Schüler von Charlie Persip und Ende der 1960er Jahre von Sam Ulano. In dieser Zeit spielte er zunächst auf Jamsessions. Einen seiner ersten Auftritte hatte er mit Larry Willis und Walter Booker. Ab 1964 trat regelmäßig im Trio von Paul Bley auf, mit dem er zudem Europatourneen unternahm und auch später zusammenarbeitete. 1969 gründete er mit Chick Corea, Dave Holland und Anthony Braxton die Gruppe Circle. 1972 nahm er mit Anthony Braxton und Sam Rivers unter Leitung von Dave Holland das Album Conference of the Birds auf. Daneben arbeitete er auch mit Paul Bley, Alan Silva und Andrew Hill, sowie Lee Konitz und Tony Scott. 1977 trat er mit dem Rivers-Quintett auf den Berliner Jazztagen auf (Zenith). In den 1980er Jahren arbeitete Altschul als Bandleader im Trio mit Ray Anderson und Mark Helias, außerdem aber als Sideman mit Simon Nabatov, Pepper Adams und Kenny Drew.

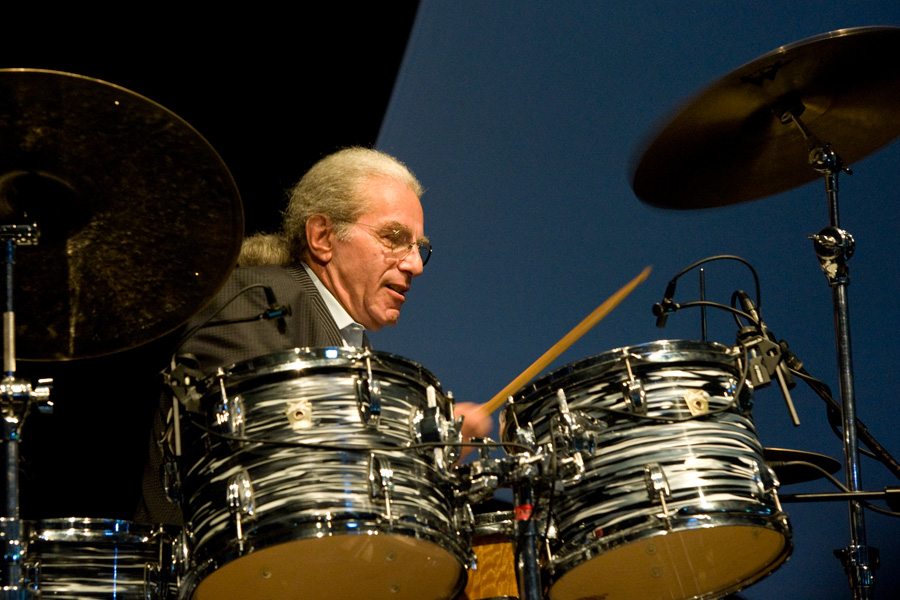
Barry Altschul, moers festival 2011

Zwischen 1984 und 1993 lebte Altschul in Paris und zog sich weitgehend vom Tourneebetrieb zurück; unter anderem leitete er eine Bigband. Dann lehrte er am Sarah Lawrence College. Während der 2000er Jahre trat er mit dem FAB Trio (mit Joe Fonda und Billy Bang) auch in Europa auf, dessen erstes Album Transforming the Space 2003 erschien; aus dieser Formation entwickelte sich das Trio 3Dom Factor, das 2021 das dritte Album vorlegte. Daneben arbeitete er mit Adam Lane (Four Beings, 2002), Gebhard Ullmann, Iro Haarla, mit Roswell Rudds Trombone Tribe und in The OGJB Quartet (mit Graham Haynes, Oliver Lake und Joe Fonda). Im Bereich des Jazz war er laut Tom Lord zwischen 1965 und 2020 an 127 Aufnahmesessions beteiligt.

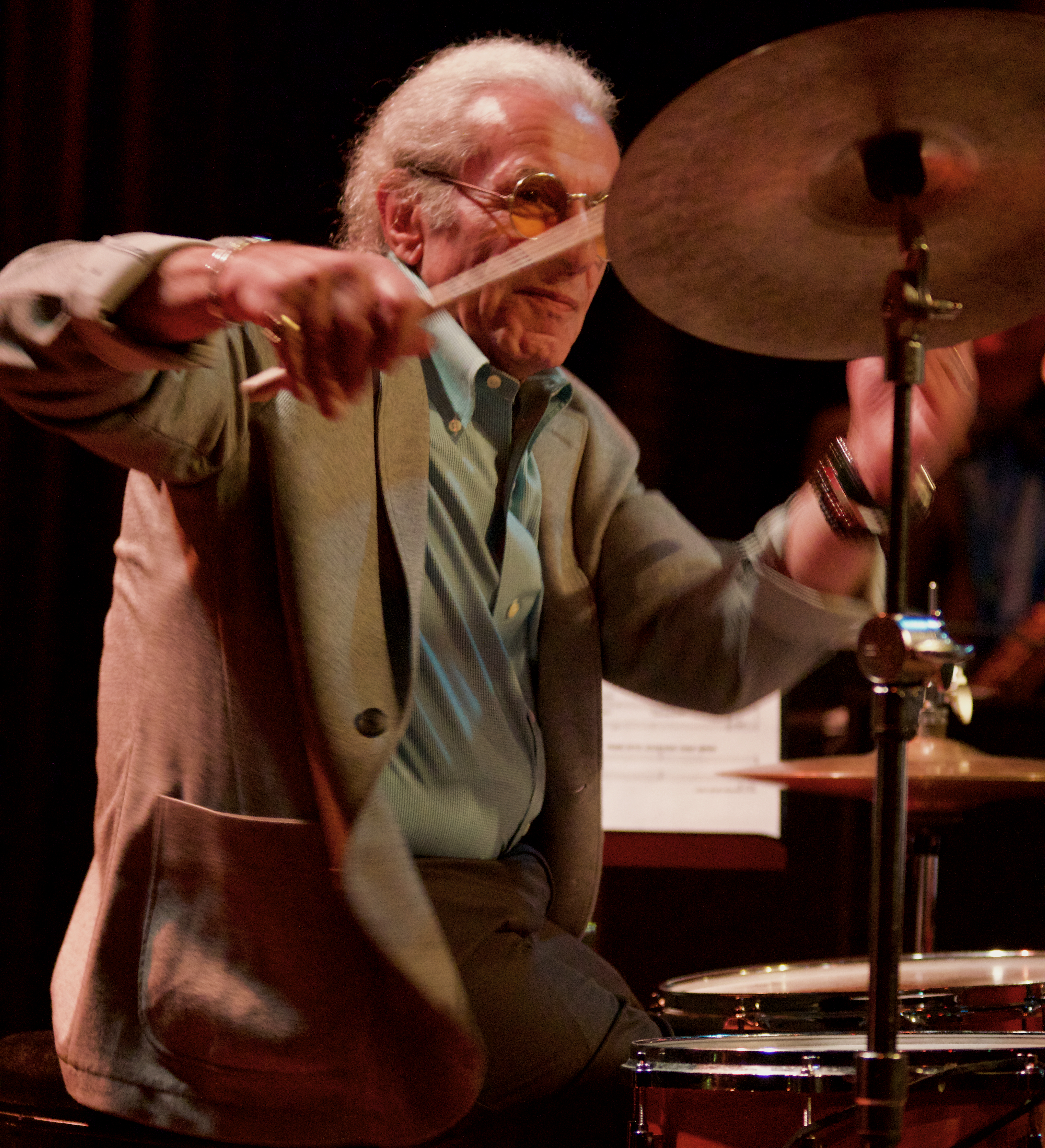
Barry Altschul (2016)

## Diskographische Hinweise
- Barry Altschul, Paul Bley, Gary Peacock Virtuosi, 1967
- Sam Rivers: The Quest, 1976
- You Can’t Name Your Own Tune, 1977
- Another Time/Another Place, 1978
- For Stu, (Soul Note, 1979)
- Somewhere Else, 1979
- Brahma, 1980
- Irina, 1983
- That's Nice, 1985
- Joe Fonda/Barry Altschul/Billy Bang Transforming the Space, 2003
- Steve Swell, Gebhard Ullmann, Hilliard Greene, Barry Altschul: News? No News! (Jazzwerkstatt, 2010)
- The 3dom: Tales of the Unforeseen (TUM, 2013), mit Jon Irabagon, Joe Fonda
- Barry Altschul’s 3Dom Factor feat. Jon Irabagon & Joe Fonda: Long Tall Sunshine (Not Two Records 2021)
- OGJB Quartet: Ode to O (2022)
- Gebhard Ullmann / Steve Swell / Hilliard Greene / Barry Altschul: We’re Playing in Here? (2022)
- Barry Altschul, David Izenson, Perry Robinson: Stop Time: Live at Prince Street, 1978 (2023)